# Thiepine

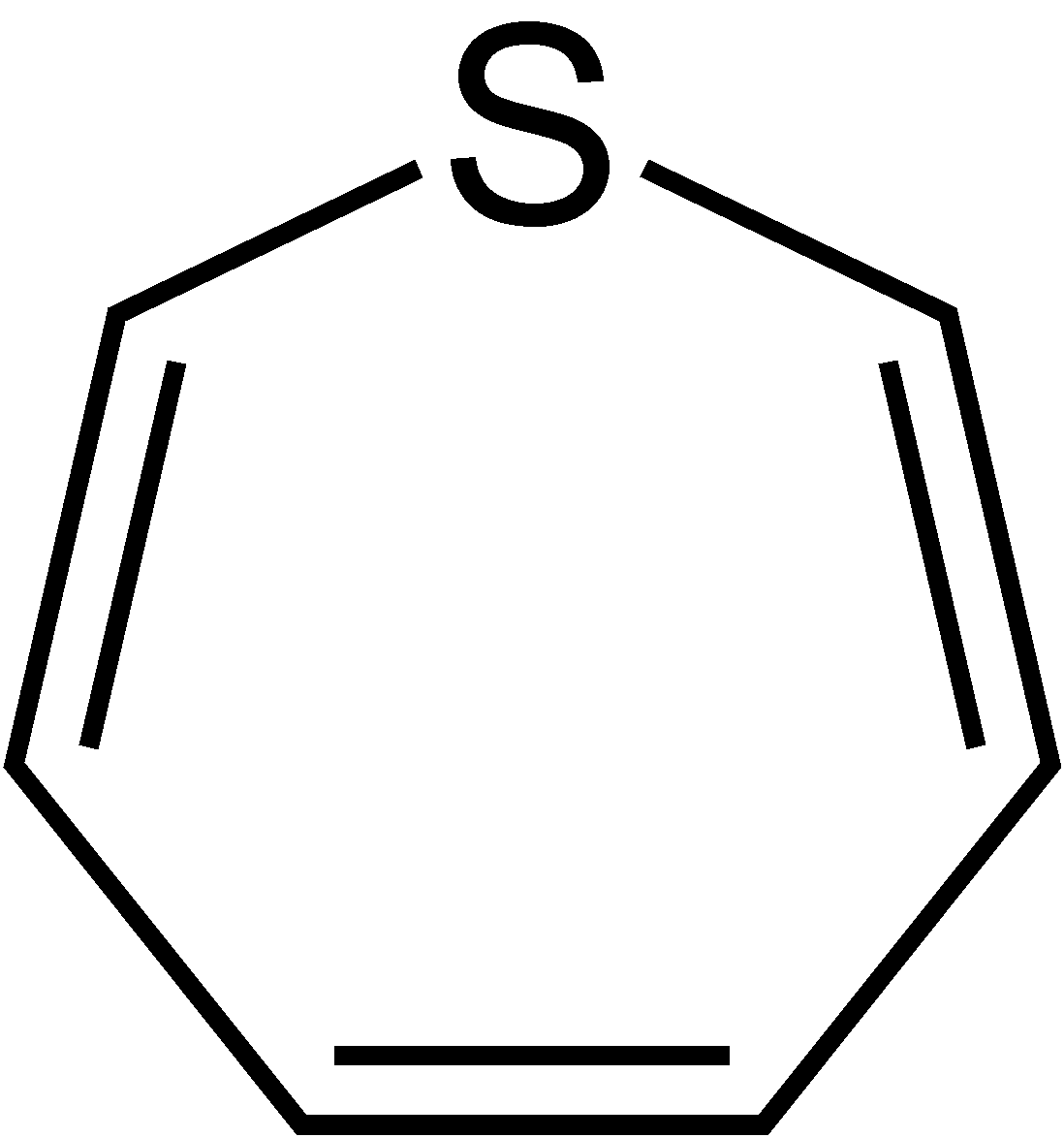
Struktur von Thiepin

Thiepine sind eine Gruppe ungesättigter siebengliedriger schwefelhaltiger Heterocyclen, die sich vom Thiepin ableiten. Thiepin selbst ist eine instabile Verbindung und kann nicht rein erhalten werden, jedoch sind eine Reihe ihrer Derivate bekannt. Das vollständig hydrierte Derivat ist das Thiepan.

## Eigenschaften
Das Thiepingrundgerüst hat die Summenformel C6H6S und besitzt ein System aus acht π-Elektronen. Thiepine gehören zur Gruppe der Antiaromaten. Der Ring ist nicht planar, sondern liegt in einer Wannenkonformation vor. 
Thiepine sind instabile Verbindungen, die zur Abspaltung von Schwefel unter Bildung von Benzolderivaten neigen. Hierbei wird ein Thianorcaradien-Intermediat gebildet, woraus letztlich unter Abspaltung von Schwefel ein Benzolderivat gebildet wird. Die Triebkraft dieser Reaktion ist die Bildung eines aromatischen Systems.

## Stabilisierung
Thiepine können durch Substituenten stabilisiert werden, welche die Ausbildung des planaren Thianorcaradien-Rings erschweren. Hierzu gehören beispielsweise sterisch anspruchsvolle Alkylreste, wie tert-Butylreste. So besitzt 2,7-Di-tert-butylthiepin in siedendem Toluol eine Halbwertszeit von 365 Stunden. Auch Substituenten an den Kohlenstoffatomen C3 und C6 wirken stabilisierend. Befinden sich hingegen zwei Substituenten an den Positionen C4 und C5, so wirken diese meist destabilisierend. Der Grund hierfür liegt darin, dass diese Substituenten sich im siebengliedrigen Ring stärker gegenseitig behindern als im sechsgliedrigen Ring. Die Zersetzung zum Benzolderivat bewirkt somit eine Entspannung.

## Verwendung

Struktur von Zotepin

Es gibt Arzneimittel, deren Wirksubstanzen Thiepinderivate sind. Hierzu gehören das atypische Neuroleptikum Zotepin sowie das Antidepressivum Dosulepin.